# Peloropeodes aldrichi
Peloropeodes aldrichi är en tvåvingeart som beskrevs av Robinson 1970. Peloropeodes aldrichi ingår i släktet Peloropeodes och familjen styltflugor. Inga underarter finns listade i Catalogue of Life.